# 121331 Savannahsalazar
121331 Savannahsalazar este o planetă minoră (asteroid), cu un diametru de 3,676 km, din centura de asteroizi. A fost descoperită pe 30 septembrie 1999 la Catalina Station⁠(d) de Catalina Sky Survey. 
Obiectul prezintă o orbită caracterizată de o semiaxă mare de 3,1152325333813 UAi, o excentricitate de 0,06, o înclinație de 10,2 ° în raport cu ecliptica.